# Jan Denli
Jan Denli (* 3. Dezember 1997) ist ein Schweizer Tänzer und Entertainer. Bekannt wurde er durch seine Teilnahme bei Die grössten Schweizer Talente, wo er zusammen mit seiner Tanzpartnerin Yannyna Alvarez den dritten Rang erreichte. Gemeinsam treten sie heute noch unter dem Namen Funkieboogies auf. 

## Leben
Nach dem Erfolg bei DGST folgten zahlreiche weitere Fernsehauftritte. So waren sie beispielsweise bei Zambo, Benissimo, Aeschbacher und Donnschtig-Jass zu Gast. Jan Denli durfte zudem im Musikvideo zum Song Manhattan von Bligg mitwirken. Im November 2011 wurde er im Rahmen des Who is Who in Zürich 2011 zu den 200 prominentesten Zürchern gewählt. Jan Denli wohnt in einem Vorort von Zürich und besuchte die Fachmittelschule in Zürich Oerlikon. Nun arbeitet er als Primarlehrer.

## Bemerkenswertes
In der Sendung SF bi de Lüt Live waren Jan Denli und Bligg gemeinsam zu Gast. Denli wettete gegen Bligg, dass er es schaffen werde, 600 Zuschauer in der Altstadt von Winterthur, von wo aus gesendet wurde, zum Tanzen zu Bliggs Song Manhattan zu animieren. Da Bligg die Wette verlor, musste dieser einen Tag lang in Jan Denlis Schulklasse den Unterricht besuchen.